# دينيس هارماش
دينيس فيكتوروفيتش هارماش (بالأوكرانية: Дени́с Ві́кторович Га́рмаш) (مواليد 19 أبريل 1990 في ميلوف، جمهورية أوكرانيا السوفيتية الاشتراكية) لاعب كرة قدم أوكراني يجيد اللعب في مركز الوسط المحوري ويلعب حاليا في دينامو كييف الأوكراني منذ 2007.

## روابط خارجية
- دينيس هارماش على موقع الاتحاد الأوربي (الإنجليزية)
- دينيس هارماش على موقع اتحاد أوكرانيا (الإنجليزية)
- دينيس هارماش على موقع قاعدة بيانات كرة القدم.إي يو (الإنجليزية)
- دينيس هارماش على موقع ناشيونال فوتبول تيمز (الإنجليزية)
- دينيس هارماش على موقع Soccerway.com (الإنجليزية)
- دينيس هارماش على موقع عالم كرة القدم.نت (الإنجليزية)
- دينيس هارماش على موقع AS.com (الإسبانية)